# ISO/IEC 18000
ISO/IEC 18000 является международным стандартом, который описывает серию разнообразных RFID-технологий, каждая из которых используют уникальный диапазон частот.
ISO/IEC 18000 состоит из следующих частей под общим названием Информационные технологии — Радиочастотная идентификация для пункта управления:
- Часть 1: Архитектура ведения и определение параметров, которые будут стандартизированы.
- Часть 2: параметры радиоинтерфейса связи ниже 135 кГц.
- Часть 3: Параметры для интерфейса воздушных коммуникаций в 13,56 МГц.
- Часть 4: Параметры для интерфейса воздушных коммуникаций на 2,45 ГГц.
- Часть 6: Параметры для воздушного интерфейса связи на 860 МГц до 960 МГц.
- Часть 7: Параметры для активного интерфейса воздушных сообщений на частоте 433 МГц.

Различных частей стандарта ISO/IEC 18000 описывает воздуха интерфейс связи на разных частотах для того, чтобы быть в состоянии использовать различные физические поведения. Различные части стандарта ISO/IEC 18000 разрабатываются подкомитетом ISO/IEC JTC1 SC31 «Автоматические методы ввода данных».
Соответствие методов испытаний для различных частей стандарта ISO/IEC 18000 определено в соответствующих частях стандарта ISO/IEC 18047.
Методы тестирования определены в стандарте ISO/IEC 18046.